# Arachnothera magna
Papa-aranhas-estriado ou aranheiro-estriado (Arachnothera magna) é uma espécie de ave da família Nectariniidae.
Pode ser encontrada nos seguintes países: Bangladesh, Butão, Camboja, China, Índia, Laos, Malásia, Myanmar, Nepal, Tailândia e Vietname.
Os seus habitats naturais são: florestas subtropicais ou tropicais húmidas de baixa altitude e regiões subtropicais ou tropicais húmidas de alta altitude.